# Andreas Christodoulou
Andreas Christodoulou (in greco Ανδρέας Χριστοδούλου?; Limassol, 22 febbraio 1995) è un cestista cipriota con cittadinanza greca.

## Palmarès
- Campionato greco: 1

Olympiakos: 2014-15
- Supercoppa greca: 1

Promitheas Patrasso: 2020
- Coppa Intercontinentale: 1

Olympiakos: 2013